# Aparato de apoyo

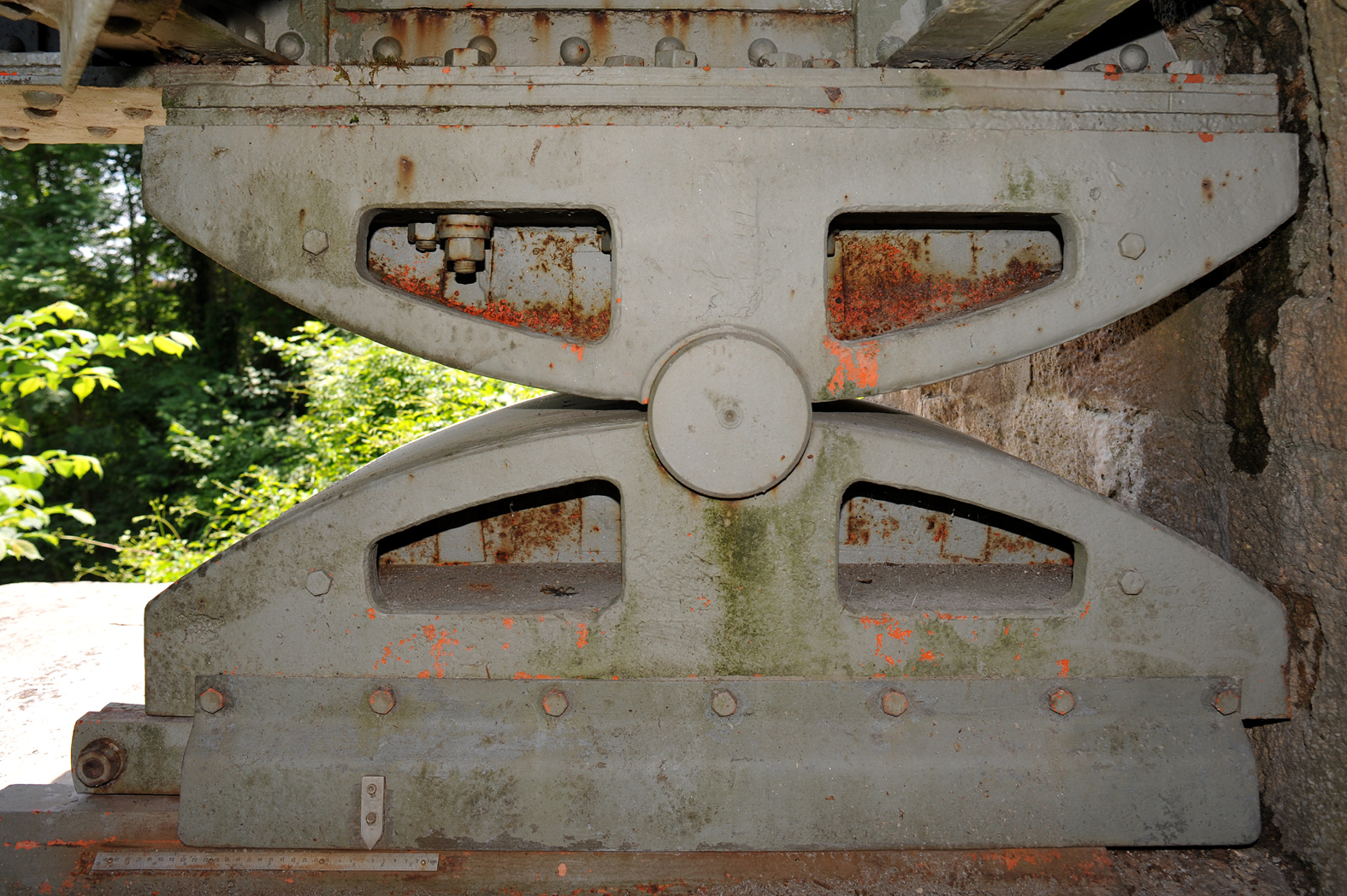
Aparato de apoyo de un puente en forma de rótula articulada entre dos balancines

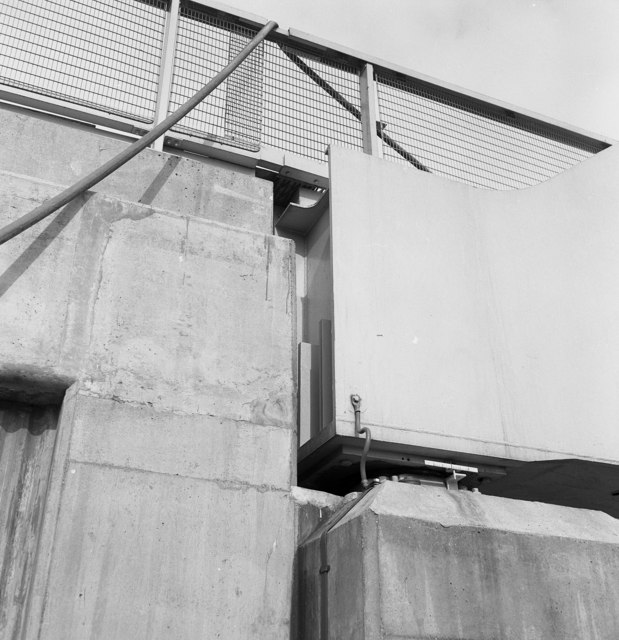
Junta de expansión en el Puente Queen Elizabeth II Metro

Un aparato de apoyo es un dispositivo estructural que sirve para predeterminar la manera en la que se conectan entre sí algunos elementos de los puentes y de otros tipos de construcciones. Su propósito es permitir un movimiento controlado y, por lo tanto, reducir las tensiones inducidas por diversos fenómenos entre las distintas partes de una estructura. En el caso particular de los puentes, se colocan para proporcionar unas condiciones adecuadas para apoyar el tablero sobre los pilares y/o los soportes extremos de la estructura (denominados estribos).
Las posibles causas que generan deformaciones o movimientos en una estructura son la dilatación térmica; la fluencia (un proceso de deformación plástica a largo plazo) o la contracción de algunos materiales como el hormigón tras su puesta en obra; el asentamiento de las cimentaciones; los terremotos; el efecto del viento; en algunos casos las cargas de frenado y el peso propio en circulación de vehículos de gran peso (como los ferrocarriles); o indirectamente, la fatiga de los materiales que componen las juntas de apoyo. Hay varios tipos diferentes de juntas de puente que se utilizan según una serie de factores diferentes, incluidos la tipología y la longitud total del puente y de sus vamos; las condiciones de carga; y sus condiciones de diseño. La forma más antigua de apoyo de puente consiste simplemente en dos placas metálicas que descansan una encima de la otra. Una forma utilizada habitualmente en los puentes modernos son los apoyos elastoméricos. Otro tipo conocido son los dispositivos mecánicos, que a su vez incluyen tipos específicos como las articulaciones con pasador y los cojinetes de rodillos, así como los apoyos fijos que permiten la rotación entre los elementos que conectan, pero no otras formas de movimiento.

## Historia
|  | Representación simbólica de tipos de apoyos que permiten que una barra horizontal se mueva de diferentes maneras en el plano: 1) Desplazamiento horizontal y rotación 2) Traslación en todas las direcciones 3) Movimiento lineal 4) Extremo de la barra que se mueve libremente 5) Par cinemático 6) Desplazamiento paralelo en una trayectoria determinada 7) Restricción 8) Desplazamiento vertical paralelo y rotación |

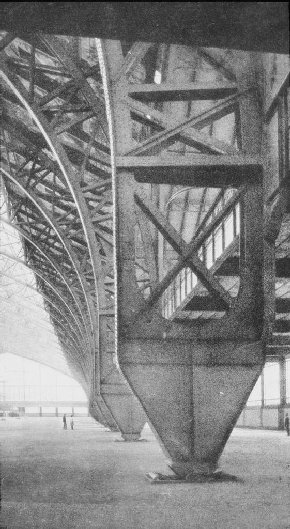
Juntas de apoyo articuladas de los arcos de la desaparecida Galería de las Máquinas de París

En los puentes de fábrica, las cargas se transmiten al terreno a través de los arranques de los arcos o de los pilares sobre los que se disponen. Pero con los puentes metálicos que hacen su aparición al principio del siglo XIX, un tablero soporta la carga y la transmite al suelo mediante una serie de soportes (pilares o estribos) sobre los que se apoya. Pero dado que el acero puede dilatarse o contraerse por efecto de la temperatura, el tablero no puede descansar sobre los pilares sin que un dispositivo sea capaz de absorber estas dilataciones. Se considera entonces que más allá de los 15 metros de luz, las vigas del tablero deben apoyarse sobre placas deslizantes o dispositivos de expansión de rodillos. Los aparatos de dilatación son carros que descansan sobre rodillos de hierro fundido o acero, cuyas fórmulas de cálculo fueron formalmente definidas por el ingeniero franco-suizo Maurice Koechlin (1856-1946) en 1900.
Las estructuras primero de hormigón y después de hormigón armado, nacieron tras la invención del cemento artificial por parte de Louis Vicat en 1840. Sería a partir de 1892, una vez que François Hennebique hubiera ideado y patentado la primera disposición correcta de las armaduras de una viga de hormigón armado, cuando se produjo el auge los puentes de hormigón armado. Desde los primeros puentes también apareció aquí la necesidad de instalar apoyos fijos o móviles, de acero o de hormigón armado.
Los primeros apoyos para estructuras de hormigón fueron las juntas introducidas en 1907por Augustin Mesnager, pero rápidamente fueron sustituidos por las juntas Freyssinet, formadas por una sección estrecha de hormigón atravesada por armaduras pasivas. Una nueva clase de juntas, denominadas tipo Caquot, aparecieron en 1928.
El uso de elastómeros al comienzo de los años 1950 supuso una gran evolución. Formados inicialmente por simples capas de caucho intercaladas con un material tejido, la adhesión por vulcanización apareció en 1956. Posteriormente, en los años 1990, se utilizaron soportes con elastómeros confinados entre pletinas de acero.
Los dispositivos tipo "pot", que consisten en una base de metal en forma de olla cilíndrica en la que se encierra un cojín de goma, aparecieron al comienzo de los años 1960. En algunos casos, se les puede insertar en la parte superior una placa de bajo rozamiento, generalmente de PTFE (politetrafluoroetileno), para permitir deslizamientos.

## Configuraciones de aparatos de apoyo

### Articulaciones giratorias
Estos elementos de apoyo disponen de superficies curvas que permiten el giro del elemento superior. A medida que el puente se expande, se inclinan para permitir el movimiento del tablero en dirección horizontal. Suelen estar construidos con acero, y habitualmente se usan en puentes de carretera.

### Apoyos elastoméricos
Los apoyos elastoméricos son el tipo más extendido en la actualidad. Son de compuestos elásticos y carecen de mecanismos con partes móviles, ya que la deformación de la propia goma permite el movimiento controlado del puente. Se pueden fabricar a bajo costo y necesitan un mantenimiento muy reducido, al contrario que otros dispositivos metálicos que tienen partes móviles. También es habitual reforzarlos con acero para hacerlos más resistentes en caso necesario.

### Apoyos deslizantes
Los apoyos deslizantes poseen una superficie plana para permitir el movimiento horizontal y una superficie esférica para permitir la rotación, comportándose como una rótula esférica. Aunque solían estar hechos de metal, los apoyos deslizantes ahora tienden a fabricarse mediante láminas de politetrafluoroetileno, un material con un reducido coeficiente de rozamiento y gran resistencia al desgaste.

### Rótulas esféricas
Como sugiere su nombre, estos apoyos tienen forma de casquete esférico. Solo permiten la rotación y evitan el movimiento en las direcciones horizontal y vertical.

## Aparatos de apoyo metálicos

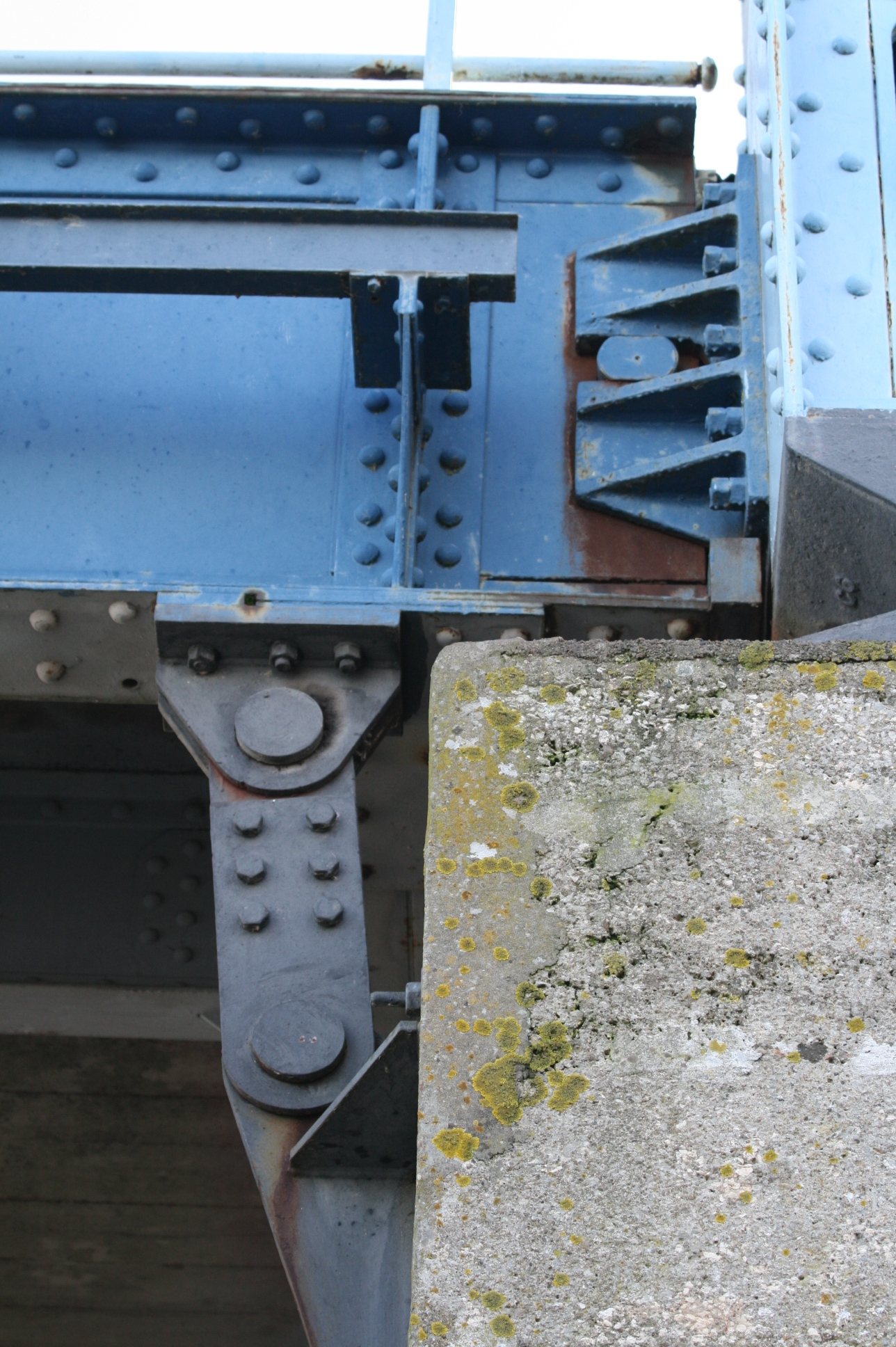
Aparato de apoyo con biela. La biela también funciona como un dispositivo anti-elevación

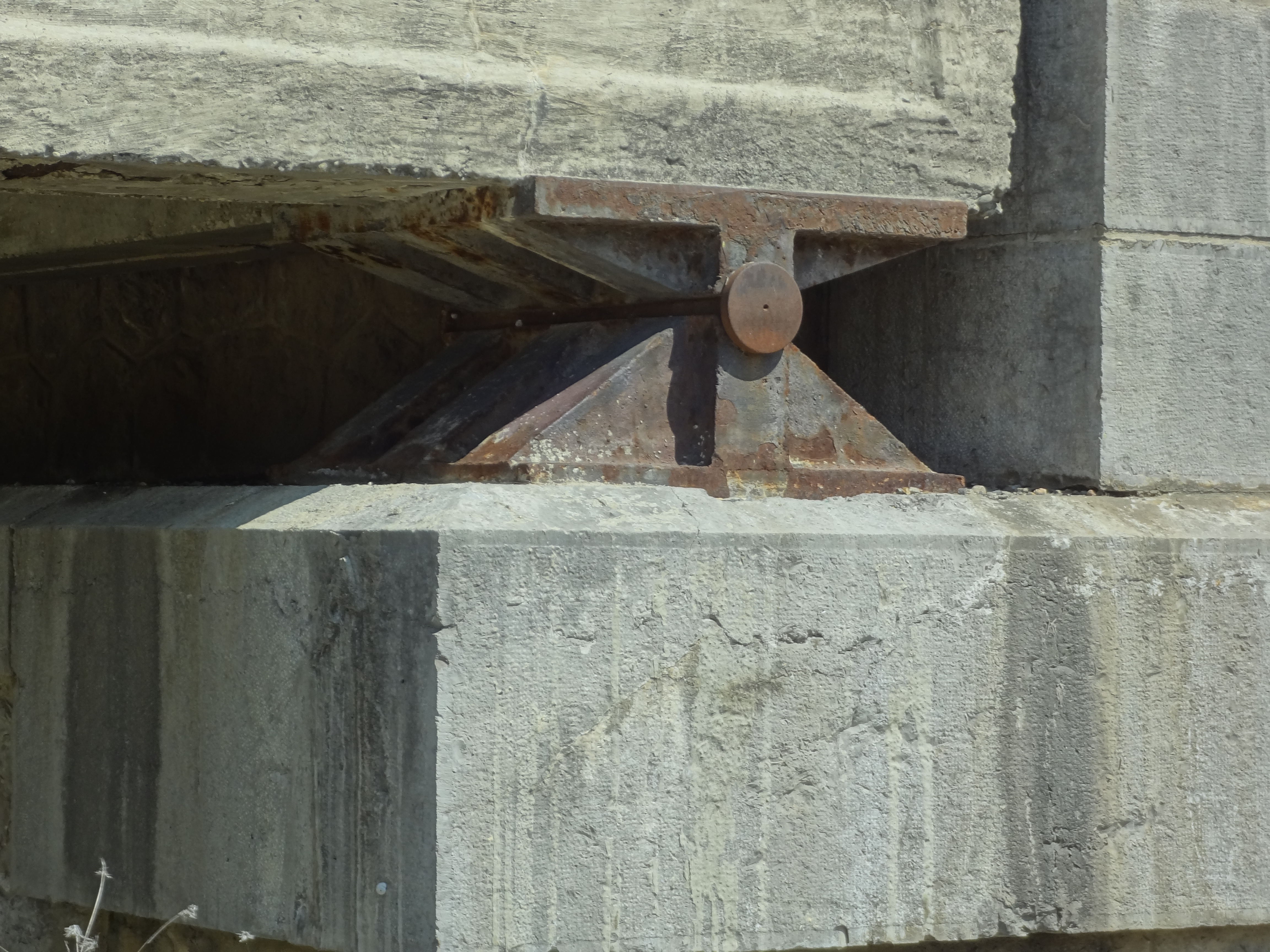
Detalle del aparato de apoyo del puente d’Henrious, en Bras-d'Asse (1927)

### Aparatos de placa de metal
Son los dispositivos más simples y antiguos. Se encuentran en estructuras antiguas con longitudes expandibles que rara vez superan los 20 m y localizaciones de la carga distribuidas en un número bastante grande de puntos. Consisten en una placa de plomo o zinc para los más antiguos o dos placas que se deslizan una sobre la otra. En caso de rotación por flexión, la superficie de contacto se reduce a una línea.

### Dispositivos de balancín
Este tipo de apoyos constan de varias partes, una de las cuales tiene una superficie curva, cilíndrica o esférica, denominada balancín, sobre la que puede rodar otro elemento plano o curvo.
- Balancines de contacto lineal

Están compuestos por una superficie cilíndrica rodante sobre una superficie plana y permiten la rotación en un sentido y aseguran la función de soporte fijo. La guía se proporciona mediante pasadores o dientes. Estos dispositivos todavía se fabrican en Francia.
- Balancines con rótulas axiales

Usados solos, actúan como un apoyo fijo. Por lo general, incluyen una guía que evita que el eje se desplace. Se encuentran junto a un plano de deslizamiento formado por múltiples rodillos para asegurar adicionalmente la función de movimiento longitudinal.
- Balancines de contacto puntual

Son pequeños apoyos compuestos por una superficie esférica convexa sobre la que se desplaza sin deslizar, una superficie plana o una superficie esférica cóncava de gran radio. Permiten rotaciones en todas las direcciones, mientras juegan el papel de soporte fijo.
- Balancines esféricos y cilíndricos

Los casquetes esféricos son una variante de los dispositivos anteriores. La superficie de contacto es esférica, con los balancines superior e inferior del mismo radio. Hay tapas cilíndricas que son variantes de balancines axiales de bola y casquillo.
Existen dispositivos más modernos cuyas superficies de fricción están hechas de placas de PTFE (politetrafluoroetileno).

### Dispositivos de rodillos
Aseguran tanto el desplazamiento longitudinal como la rotación del eje transversal debido a la flexión del tablero. Hay varios tipos de dispositivos: rodillo simple, rodillo simple truncado (o canto rodado), rodillo con lados aplanados (o péndulo), rodillos múltiples.

### Bielas
Las bielas permiten una doble articulación. Por lo tanto, generalmente se utilizan en la unión de dos elementos cuyos movimientos son independientes. Los puedes encontrar en puentes colgantes, voladizos, etc...
Por su diseño se buscarán posibles desórdenes a nivel de las superficies de contacto (ejes, etc.), ovalización por desgaste, juego anormal, bloqueo por corrosión, desplazamiento. En caso de traslación importante, las bielas provocan desniveles entre los elementos.

### Problemas de los apoyos metálicos
El daño que pueden sufrir los apoyos metálicos se debe a la corrosión de las partes metálicas o a la laminación de los rodillos cuando los hubiere. Hay tres tipos:

#### Mal funcionamiento de los rodillos o inclinación incorrecta de los balancines
Este problema puede tener graves consecuencias y se deben tomar las medidas de protección adecuadas (instalación de cuñas de seguridad debajo de la estructura, dejando un espacio entre la cuña y el intradós, por ejemplo). Este valor de inclinación debe medirse en función de la temperatura ambiente del día de la medición y calcularse para una posición extrema del puente (temperaturas máxima y mínima).
Las causas de estos fallos de inclinación pueden tener varios orígenes:
- Un error de cálculo o posicionamiento de un punto fijo (la posición de todos los apoyos de la estructura se deben distribuir sobre un mismo plano para analizar el comportamiento general de la estructura y no permanecer en una sola línea de apoyo)
- Una infravaloración de la deformación por fluencia lenta
- Un movimiento de la estructura
- Un movimiento de un apoyo (empuje de un terraplén sobre un estribo, por ejemplo).

#### Rotura de dientes y dispositivo anti-deslizamiento
La función de los dientes (atornillados o soldados) es garantizar la rodadura sin deslizamiento. Por lo tanto, los dientes no son fundamentalmente necesarios, pero su rotura es indicativa de un problema de diseño o de funcionamiento. Para apoyos fijos, estos dientes absorben la fuerza y, en este caso, su rotura es grave.

#### Problemas de mantenimiento
Los fallos de mantenimiento pueden ser:
- Bloqueo, por lubricación insuficiente, corrosión, pintura de piezas no previstas en el diseño, etc.
- Aplanamiento de los rodillos
- Obstrucción de los rodillos por acumulación de suciedad

## Articulaciones de hormigón

Articulación-Mesnager

Articulación-Freyssinet

### Articulaciones Mesnager
El ingeniero francés Augustin Mesnager inventó este tipo de articulación en 1907. Consisten en barras de acero que se cruzan en X en un tramo estrecho de hormigón dispuesto entre las partes a articular. Las barras se disponen alternativamente en uno u otro sentido y son concurrentes en una misma línea: el eje de la articulación. La resistencia procede exclusivamente de las barras transversales, excluyendo el núcleo de hormigón de sección estrechada, que solo tiene una función de protección de las armaduras.
El funcionamiento de la unión conduce al agrietamiento del núcleo y, por lo tanto, los aceros están mal protegidos contra la corrosión. Por lo tanto, cada vez quedan menos articulaciones de Mesnager sobre estructuras en servicio.

### Articulaciones Considère
Inventadas por el ingeniero Armand Considère a principios del siglo XX, son juntas temporales que consisten en un elemento de hormigón reducido provisionalmente a un núcleo pequeño.
La presencia de armadura permitía entonces recubrir la junta y reconstituir la sección de la columna. Como resultado, son difíciles de identificar incluso si todavía existen en ciertas estructuras en servicio, lo que puede explicar discordancias entre distintas publicaciones que tratan sobre el tema.

### Juntas Freyssinet
Las juntas Freyssinet o las juntas con secciones de hormigón estrechas sustituyeron muy rápidamente a las juntas Considère. Equipan muchas estructuras, y dependiendo de la intensidad de las fuerzas horizontales, tienen o no barras de acero pasantes (pernos). El dimensionamiento figura en las normas de cálculo desde 1964. Raramente se observan desórdenes en estas juntas.··

### Juntas Caquot
Las juntas Caquot (o Considère-Caquot) se introdujeron alrededor de 1928. Se trata de juntas cilíndricas o esféricas sobre un plano o cilindro. Conocidas como juntas rodantes, cumplen el papel de un aparato de apoyo fijo. Si las fuerzas horizontales son importantes, se disponen barras de acero que cruzan la línea de contacto perpendicularmente.

### Juntas dobles
Las juntas Caquot o Freyssinet a veces se dividen para añadir capacidad de traslación a su capacidad de rotación normal.
La doble articulación Caquot permite movimientos de varios centímetros, mientras que la doble articulación Freyssinet permite solo pequeños movimientos. Toda operación de reparación debe tener cuidado para preservar la estabilidad de la obra.

## Apoyos elastoméricos laminados

### Los primeros dispositivos

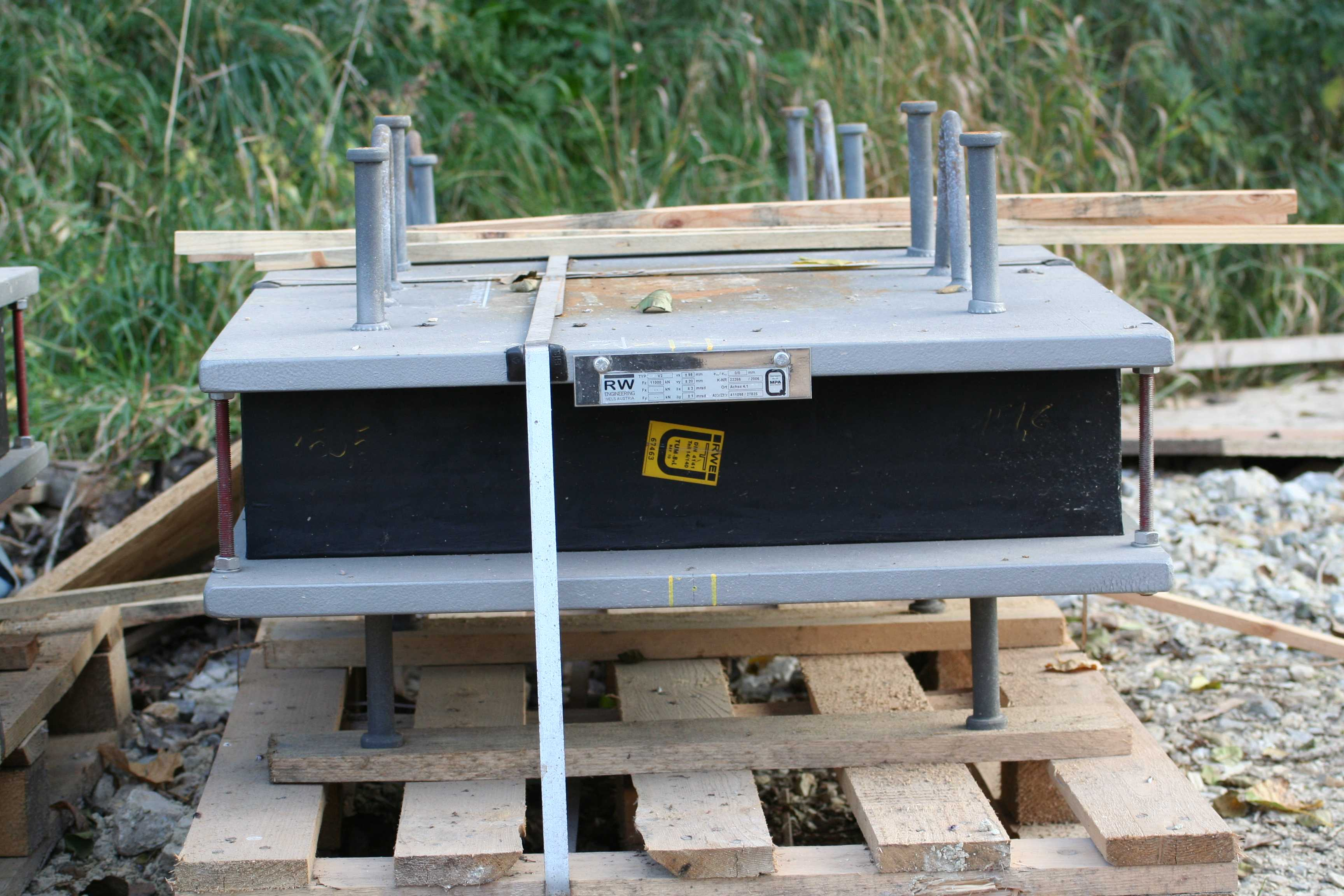
Aparato de apoyo elastomérico laminado de Tipo C, con placa de anclaje

Al comienzo de los años 1950 se empezaron a disponer mallazos de alambre trefilado y estañado de 4 mm de diámetro entre placas de caucho de 5 mm de espesor. Bajo el efecto de la presión, los hilos de la malla quedaban impresos en la goma. Los conjuntos de elementos apilados se mantenían unidos mediante cinchas metálicas que rodeaban los bordes.
Con los dispositivos LARGO-PILE, la malla se reemplazó por chapas después de haber sufrido un primer tratamiento, pero los primeros apoyos reales con forma de círculos de caucho unidos por vulcanización aparecieron en Francia en 1956 y en los Estados Unidos en 1957.
Se trataba inicialmente de placas formadas por grupos de láminas individuales de caucho adherizadas a dos chapas delgadas de acero. Para formar un dispositivo de soporte que permitiera una mayor deformación por cizallamiento y rotación, las láminas individuales (de acero-caucho-acero) se apilaban y pegaban entre sí alternadas con otras chapas de acero.
Existían tres tipos de dispositivos: no revestidos, semirrevestidos y revestidos. Las placas intermedias eran de acero liso o de acero inoxidable. Los apoyos individuales se cortaban de una placa madre de aproximadamente 1 m², y son reconocibles en Francia por el color de la pintura de protección:
- Rojo: calidad puentes de carretera
- Verde: calidad de puentes ferroviarios
- Gris: con placas intermedias de acero inoxidable
- Amarillo: calidad de edificación

### Tipología de los dispositivos actuales
La norma francesa NF EN 1337-3 define seis tipos de apoyos de caucho laminados:
- Tipo A: apoyo con un solo aro de revestimiento
- Tipo B: apoyo con al menos dos placas intermedias (hasta cinco) y totalmente revestido
- Tipo C: apoyo con placas metálicas exteriores
- Tipo D: apoyo deslizante con una lámina de PTFE (politetrafluoroetileno) exterior
- Tipo E: apoyo deslizante que comprende en la superficie una placa metálica en contacto con la lámina de PTFE
- Tipo F: apoyo sin placas intermedias y en banda

Tipo B: Apoyo con al menos dos placas intermedias y totalmente revestido
Tipo C: Apoyo compuesto con placas metálicas externas para el anclaje
Tipo E: Apoyo deslizante con una placa de metal en la superficie en contacto con la lámina de PTFE

### Partes constituyentes
Un apoyo elastomérico laminado es un 

(…) bloque de elastómero vulcanizado (…) reforzado internamente por una o más planchas de acero, unido químicamente durante la vulcanización. (…). El elastómero es un material macromolecular que vuelve aproximadamente a su forma y dimensiones iniciales después de sufrir una importante deformación bajo el efecto de una pequeña variación de tensión.

#### Material elástico
El material elástico utilizado en la composición de los apoyos puede ser caucho natural de origen vegetal, látex, un polímero de isopreno, o sintético, siendo el compuesto más utilizado un polímero de cloropreno (policloropreno o CR por "Caucho Cloropreno" en la norma). Existen varias fórmulas que, en el mercado, llevan nombres de marca: Neopreno (Du Pont de Nemours), Butacloro (Ugine)… Con el paso del tiempo, la denominación de marca neopreno se ha convertido en su nombre habitual.

#### Placas de acero intermedias
Son chapas de acero S 235 o un acero con un alargamiento a la rotura mínimo equivalente. Su espesor no podrá ser, en ningún caso, inferior a 2 mm.

#### Elementos deslizantes
Existen varias disposiciones. En Francia, se componen de una placa de PTFE celular adherida a la parte superior del elastómero del apoyo, ya sea sobre el revestimiento de elastómero externo (dispositivo tipo D según NF EN 1337-3), o sobre una plancha de acero externa (dispositivo tipo E según NF EN 1337-3). Una lámina de acero inoxidable pulido unida a una placa superior de acero S235 se desliza sobre la placa de PTFE.

#### Dispositivos antideslizamiento
Cuando se desea evitar desplazamientos, se colocan dispositivos anti-deslizamiento compuestos por topes o tacos de tope, que tampoco deben interferir con las deformaciones: compresión, cizallamiento y rotación. En particular, los topes deben entrar en contacto con una placa (o aro externo) cuyo espesor será al menos igual a la altura del tope (apoyos Tipo C de la norma NF EN 1337-3). En ningún caso se debe colocar el tope sobre la lámina de elastómero.

### Caracterización de los dispositivos

#### Indicadores generales
Los apoyos elastoméricos de ajuste por contracción se caracterizan por sus dimensiones (ancho, largo, espesor), el número de capas (contraíbles), y la carga admisible. Los apoyos de elastómero laminado que soportan reacciones de apoyo inferiores a 12 MN, calculadas en el estado límite último (ULS), tienen unas dimensiones en planta del orden de 700 x 700 mm o inferiores.

#### Indicadores de rendimiento
Los indicadores de trabajo son los siguientes:
- Módulo de cizalladura G
- Rigidez en compresión Cc
- Resistencia a esfuerzos de compresión repetidos
- Capacidad de rotación estática
- Adherencia al corte
- Propiedades físicas y mecánicas del elastómero
- Propiedades mecánicas de las láminas intermedias retenedoras entre capas

#### Requerimientos
Con referencia a la norma NF EN 1337-3, se deben realizar cuatro tipos de verificación en los Estados Límite Últimos para los apoyos de elastómero laminado, cualquiera que sea su tipo:
- Se limita la distorsión total máxima en cualquier punto del apoyo
- El grosor de las cinchas debe ser suficiente para resistir la tracción que sufren
- La estabilidad del apoyo debe estar asegurada contra la rotación, el pandeo y el deslizamiento
- Se deben comprobar las acciones que ejerce el apoyo sobre el resto de la estructura (efecto directo del apoyo sobre la estructura y efecto indirecto por deformaciones del apoyo)

#### Cizallamiento
El cizallamiento de un apoyo elastomérico laminado es la deformación de todo el dispositivo debido a la tensión cortante. Se mide por el valor de la tangente {\displaystyle \gamma }, siendo {\displaystyle \gamma } el ángulo de deformación.

Cizallamiento: relación entre la deformación horizontal y el espesor del dispositivo de apoyo

Si se dan como variables:
{\displaystyle \gamma }: el ángulo de distorsión
u: deformación horizontal del apoyo
T: espesor total del apoyo
ts: grosor de las placas
n: número de placas
se tiene que:
Un apoyo de caucho se dimensiona para un valor máximo de {\displaystyle \tan \gamma } = 0,7 denominado capacidad de deformación y este valor máximo corresponde a los desplazamientos relativos extremos entre el apoyo y la estructura. En la mayoría de los casos, la relación u/T es una buena aproximación.
Las mediciones de deformación in situ deben tener en cuenta la temperatura del puente, porque la longitud del tablero varía según la temperatura y, de hecho, el dispositivo se deforma en función de este parámetro.

### Problemática

#### Agrietamiento del caucho
Su principal problema es la aparición de fisuras o “chapping” si las chapas se abomban. El posible origen de estas grietas es:
- Compresión excesiva
- Más raramente, mala resistencia a los efectos del ozono, con fisuración característica a 45°. La profundidad de las grietas permanece limitada a entre 1 y 2 cm, y el dispositivo puede dejarse en su lugar sujeto a un control regular.
- Un reventón de las capas por exceso de compresión (raro), que da una fisura recta y paralela al plano de unión característica

#### Corrosión de las placas
Los antiguos apoyos recortados de una placa madre o que disponen de un aro externo poseen partes metálics que están en contacto con el aire. La corrosión de los bordes de las placas grecadas o de las cinchas exteriores puede por lo tanto producirse a largo plazo. A partir de cierto grado de corrosión, estos dispositivos deben cambiarse. Para evitar la corrosión de los bordes de las placas, se utilizó una pintura protectora, cuyo comportamiento ante la formación de perlas y las deformaciones fue particularmente pobre. Sin embargo, su astillado o agrietamiento no es grave.
Este problema ya no debería presentarse con los apoyos actuales completamente revestidos. Sin embargo, hay anillos exteriores que vienen con tacos (dispositivos anti deslizamiento) que no están revestidos, y que por lo tanto, están sujetos a deterioro debido a la corrosión.

#### Deslizamiento de las cinchas
El deslizamiento de las pilas de chapas de cinchado se presenta principalmente en apoyos antiguos no adheridos por vulcanización. Tal trastorno requiere una intervención rápida para evitar una caída repentina de la nivelación de la estructura.

#### Distorsión anormal
Más allá de un valor de distorsión de 0,7, se considera que el funcionamiento del apoyo es anormal. Siendo así, se debe considerar que estos dispositivos pueden aceptar distorsiones de hasta 1.5 y es solo a este nivel que se debe considerar su reemplazo a corto plazo.
Sin embargo, se debe comprobar si la fuerza tangencial generada por esta deformación es compatible con el funcionamiento del apoyo (caso de pilas delgadas, por ejemplo).
Más allá de 1,5, existe el riesgo de una deformación denominada en forma de S, de un seguimiento o un escape de los apoyos.
Las causas de la distorsión anormal pueden ser:
- Un error de cálculo o de posicionamiento de un punto fijo
- Una infravaloración de las deformaciones diferidas
- Un movimiento de la estructura
- Un fallo de ajuste durante la construcción
- Un movimiento del apoyo (por empuje de un terraplén)
- Bloqueo de una placa de deslizamiento

## Apoyos elastoméricos tipopot

### Partes constituyentes

Partes constitutivas de un aparato de apoyo tipo pot

Un apoyo tipo pot consiste en una base metálica en forma de olla cilíndrica baja (significado de la palabra "pot" en francés), en la que se coloca un cojín de caucho con una junta periférica para garantizar su estanqueidad.
Las bases metálicas generalmente se mecanizan a partir de una placa muy gruesa, que forma un conjunto monolítico. El pistón (o tapa) provisto de una holgura de movimiento muy pequeña en la base se apoya en el cojín para transmitir las cargas con posibilidad de rotación. El cojín, atrapado entre el pistón y la base, teóricamente se comporta como un fluido.
La mayoría de estas almohadillas son de caucho natural, aunque algunas más antiguas son de neopreno. Los sellos periféricos suelen estar hechos de latón o de acero inoxidable.
Con esta configuración, la función del dispositivo se limita a comportarse como un soporte fijo. Para permitir la función de desplazamiento, se fija un disco de PTFE (politetrafluoroetileno) en la parte superior del pistón, sobre el que se deslizará un plato de acero, cuya superficie en contacto con el PTFE, alveolar o no y engrasada, es generalmente de acero inoxidable. Esta placa de acero se fija a su soporte mediante encolado, atornillado o soldadura.
Los dispositivos pueden estar equipados con un elemento de guía que permite el deslizamiento en todas las direcciones (dispositivo multidireccional) o en una sola dirección (dispositivo unidireccional).
Pueden anclarse bien por simple fricción con la estructura, bien mediante pernos y orejetas de estanqueidad. Estos anclajes deben disponerse de manera que permitan en principio el desmontaje del aparato.

### Tipología de los aparatos tipopot
Los dispositivos se diferencian esencialmente por su tipo de guiado, que puede ser central o lateral.
La guía central normalmente consiste en una chaveta central fijada al pistón por apriete de tornillos o por soldadura, o bien por mecanizado del plato deslizante y grabado en el pistón.
La guía lateral se puede disponer atornillada, soldada o mecanizada a partir de placas laterales sólidas.

Con placa de deslizamiento, sin guía (multidireccional)
Con placa de deslizamiento y guía central (unidireccional)
Con placa de deslizamiento y guía lateral

### Mantenimiento

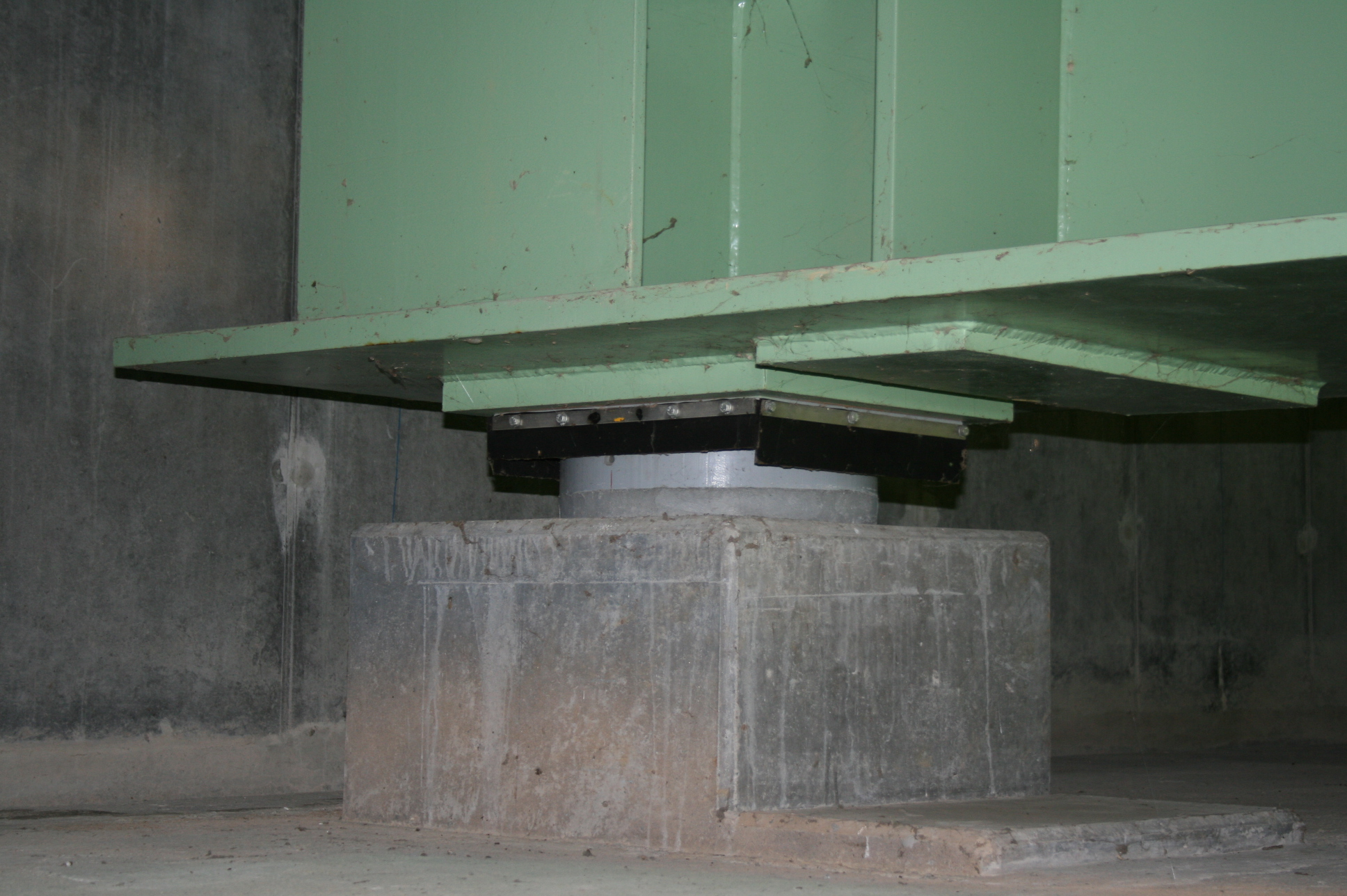
Aparato de apoyo tipo pot del viaducto de Briare - Loiret, con faldones protectores (en negro) para evitar la corrosión de las piezas

#### Protección contra la corrosión de metales
La degradación de la pintura anticorrosión del metal es el principal trastorno encontrado. Se mide utilizando un dispositivo diseñado especialmente con este propósito. Dependiendo del estado de la protección es posible planificar a largo plazo una reparación de la pintura protectora.
Es muy raro encontrar piezas de metal agrietadas.

#### Extrusión del cojín de caucho
La rotación en servicio del aparato de apoyo debe medirse regularmente, ya que en caso de mal funcionamiento, el amortiguador de goma puede salirse de la base y provocar que el tablero se incline.
Las posibles causas son:
- El diseño del producto (junta antiextrusión defectuosa entre el pistón y la virola)
- Un problema de apoyo incorrecto
- Movimientos anormales de la estructura
- La separación de los soportes

#### Corrosión de la placa deslizante
La placa de metal y la placa de PTFE pueden desgastarse, lo que podría limitar o incluso impedir cualquier deslizamiento de la estructura. También se puede observar que la pieza de acero inoxidable o la de PTFE pierden su forma laminar.

## Elección entre un elastómero laminado o un apoyo tipopot
El apoyo elastomérico laminado es adecuado para reacciones limitadas a 12 MN, calculadas en el estado límite último (ULS). Este valor corresponde a dimensiones en planta del orden de 700 x 700 mm. Más allá de 20 MN, son preferibles los apoyos tipo pot porque limitan el tamaño del dispositivo. Entre estos dos valores es posible mantener los apoyos de elastómero, ya sea aumentando las dimensiones a 900 x 900 mm para estructuras grandes, o combinando dos apoyos más pequeños.
Esta última solución solo es fácil de utilizar en puentes de sección en cajón y puentes de losa de hormigón por razones de tamaño portante. Es difícil prever para puentes de vigas (mixtos o de hormigón pretensado).
Por otra parte, en el caso de giros importantes sobre el soporte, el dispositivo de elastómero puede ser adecuado, pero muchas veces es necesario aumentar excesivamente el espesor del elastómero, lo que plantea otros problemas. En cuanto a los desplazamientos horizontales, los sistemas de deslizamiento de los dispositivos tipo pot ofrecen una mejor calidad y, por lo tanto, una mayor durabilidad: por lo tanto, es el criterio de desplazamiento el que influirá en la elección del tipo de apoyo.
Las restricciones de fabricación (principalmente las dimensiones de la prensa) significan que las dimensiones más grandes de los dispositivos de elastómero están actualmente limitadas a aproximadamente 1000 x 1000 x 300 mm para la fabricación francesa y 1200 x 1200 x 300 mm en casos excepcionales.
En zonas sísmicas, incluso para el descenso pesado de cargas, es preferible emplear dispositivos laminados. En efecto, en ausencia de un punto fijo, y dada la flexibilidad que proporcionan, el comportamiento global de una estructura sometida a un terremoto de amplitud moderada es mejor. Bajo fuertes terremotos, se rasgarán y su reemplazo será menos costoso que si se trata de dispositivos de tipo pot.

## Normalización

### En Europa
La normalización de los apoyos se inició a nivel europeo a raíz de la Directiva sobre Productos de Construcción de fecha  21 de diciembre de 1988, que formaba parte de las denominadas Directivas de nuevo enfoque.
El objetivo de estas directivas era eliminar las barreras técnicas en el campo de la construcción. En este contexto, las obras deben cumplir con los seis requisitos esenciales (Requisitos Esenciales o ER):
- Resistencia mecánica y estabilidad
- Seguridad en caso de incendio
- Higiene, salud y medio ambiente
- Seguridad de uso
- Protección contra el ruido
- Ahorro energético y aislamiento térmico

Las normas europeas se adoptan por mayoría ponderada, es decir, al menos el 71 % de los votos emitidos (excluidas las abstenciones) están a favor del texto. Deben ser incluidos en la colección nacional de los países miembros, los cuales deben eliminar todas las disposiciones contradictorias de sus normas.
El alcance de la norma NF EN 1337 “Apoyos estructurales” es muy general y concierne tanto a los edificios como a todas las estructuras de ingeniería civil, incluidos puentes y viaductos:
| Código     | Nombre                                    | Fecha de adopción | Fecha de publicación NF EN en Francia |
| ---------- | ----------------------------------------- | ----------------- | ------------------------------------- |
| EN 1337-1  | Indicaciones generales                    |                   | (diciembre de 2000)                   |
| EN 1337-2  | Elementos deslizantes                     |                   | (diciembre de 2004)                   |
| EN 1337-3  | Aparatos de apoyo elastoméricos           | 09/03/2005        | 01/09/2005                            |
| EN 1337-4  | Aparatos de apoyo de rodillos             | 07/04/2004        | 01/12/2004                            |
| EN 1337-5  | Aparatos de apoyo pot con elastómero      | 09/03/2005        | 01/09/2005                            |
| EN 1337-6  | Aparatos de apoyo con pasador             | 07/04/2004        | 01/02/2005                            |
| EN 1337-7  | Aparatos de apoyo esféricos y cilíndricos | 17/03/2004        | 01/12/2004                            |
| EN 1337-8  | Aparatos de apoyo guiados y bloqueados    | 10/10/2007        |                                       |
| EN 1337-9  | Protección contra la corrosión            |                   | (noviembre de 1998)                   |
| EN 1337-10 | Inspección y mantenimiento                |                   | (febrero de 2004)                     |
| EN 1337-11 | Transporte, almacenaje e instalación      |                   | (noviembre de 1998)                   |

## Funciones de los aparatos de apoyo de un puente
Son uno de los componentes más importantes de los puentes.
- Transfieren fuerzas de la superestructura del puente a la subestructura, principalmente dos tipos de cargas: cargas verticales tales como el peso de la estructura y la carga de los vehículos que pueden recorrerla, y cargas laterales incluyendo las fuerzas de los terremotos y del viento.
- Permiten movimientos como la traslación y la rotación entre vigas y los cargaderos de los pilares de los puentes para adaptarse a movimientos como la expansión térmica.
- Los apoyos elastoméricos de neopreno (material con una estructura similar a la de la goma), un tipo especial de apoyos de puente, disipan la energía recibida a través de las cargas que soportan gracias a su capacidad de deformarse.
- Simplifican los mecanismos de transferencia de carga y, por lo tanto, facilitan el análisis y el cálculo de las estructuras

## Imágenes
|  |  |  |  |